# Acerodon
Acerodon es un género de murciélagos megaquirópteros de la familia Pteropodidae. Son propios de varias islas indonesias y filipinas.

## Especies
Se han descrito las siguientes especies:
- Acerodon celebensis
- Acerodon humilis
- Acerodon jubatus
- Acerodon leucotis
- Acerodon lucifer †
- Acerodon mackloti